# Сасовский
Са́совский — посёлок в Сасовском районе Рязанской области России. Входит в состав Каргашинского сельского поселения.

## Географическое положение
Посёлок находится в центральной части Сасовского района, в 3 км к западу от центральной площади райцентра.
Ближайшие населённые пункты:

— посёлок Молодёжный в 1,5 км к северо-востоку по грунтовой дороге;

— город Сасово примыкает с юго-востока;

— село Кобяково в 4 км к северо-востоку по асфальтированной дороге;

— село Фроловское в 3,5 км к северо-западу по асфальтированной дороге.
Ближайшая железнодорожная станция Сасово в 4 км к востоку по асфальтированной дороге.

## История
В 1992 г. указом ПВС РФ поселок центральной усадьбы совхоза «Сасовский» переименован в Сасовский.
С 2004 г. и до настоящего времени входит в состав Каргашинского сельского поселения.
До этого момента входил в Кобяковский сельский округ.

## Население
| 1989 | 2010 |
| ---- | ---- |
| 324  | ↗412 |